# Sweetness
"Sweetness" é um single da banda americana Jimmy Eat World, e está no álbum Bleed American de 2001. A canção também está na trilha sonora do video game NHL 2003 da EA Sports.
A música foi originalmente escrita para compor o álbum Clarity. A banda tocou essa música ao vivo várias vezes durante a Clarity tour e um demo foi regravado e incluido no relançamento de Clarity em 2009.

## Faixas
UK CD1
1. Sweetness (versão de estúdio) - 3:40
2. Blister (ao vivo) - 5:52
3. Your New Aesthetic (ao vivo) - 2:46

UK CD2
1. "Sweetness"
2. "A Praise Chorus" (ao vivo) - 4:05
3. "Lucky Denver Mint" (ao vivo) - 3:11
4. "Sweetness" (video)

CD Single- Austrália e Ásia (2002)
1. "Sweetness" (versão de estúdio) - 3:41
2. "If You Don't, Don't" (ao vivo de La Scala, 10 de novembro de 2001) - 4:29
3. "Lucky Denver Mint" (ao vivo de La Scala, 10 de novembro de 2001) - 3:12
4. "Sweetness" (video) - 3:59
5. "Goodbye Sky Harbor" (video) (ao vivo de La Scala, 10 de novembro de 2001) - 3:29

## Recepção da crítica
"Sweetness" foi bem recebido pelos críticos. O site Punknews.org afirmou que a canção era "tão incrivelmente cativante que estou tendo problemas para fazer uma analogia para transmiti-la."

## Posição nas paradas
| Paradas Musicais                               | Melhor posição |
| ---------------------------------------------- | -------------- |
| Reino Unido (The Official Charts Company)      | 38             |
| Estados Unidos (Billboard Hot 100)             | 75             |
| Estados Unidos (Billboard Adult Top 40)        | 40             |
| Estados Unidos (Billboard Alternative Airplay) | 2              |